# Friedrich-Ludwig-Jahn-Stadion (Hoyerswerda)
Das Friedrich-Ludwig-Jahn-Stadion ist ein Fußballstadion mit Aschenbahn in der Stadt Hoyerswerda, Sachsen. Es ist die Heimspielstätte des Fußballvereins Hoyerswerdaer FC.

## Geschichte
Die Anlage, die nach dem Initiator der deutschen Turnbewegung Friedrich Ludwig Jahn benannt wurde, wird u. a. für Leichtathletikveranstaltungen genutzt. Das Stadion wurde am 1. Mai 1959 eröffnet und diente damals der BSG Aktivist Schwarze Pumpe, dem Vorgänger des Hoyerswerdaer FC, als Spielstätte. Es liegt im Norden der Stadt und ist im Besitz der Stadt Hoyerswerda. Es ist ausgestattet mit Rasen- und Kunstrasenplätzen sowie einer 400-m-Laufbahn. Zum Stadiongelände gehören außerdem multifunktionelle Freiflächen sowie eine moderne 1971 errichtete Sporthalle.
Während das Stadion in den 1970er Jahren bis auf eine Kapazität von 15.000 Zuschauern ausgebaut wurde, reduzierte man später die Zuschauerplätze auf 11.000. Danach fassen die Haupt- und Gästetribüne jeweils 5000 Zuschauer, die Kurven bis zu 500, 1000 Plätze sind überdacht. Zeitweise ist die zulässige Zuschauerzahl auf 3500 beschränkt. Der aktuelle Zuschauerrekord (2011) wurde mit über 12.000 Besuchern am 22. September 1984 in der 2. Runde des FDGB-Pokals bei der Begegnung BSG Aktivist Schwarze Pumpe gegen 1. FC Magdeburg (2:3 nach Verlängerung) aufgestellt. Heute bietet es 6000 Plätze.
Bisher war das Stadion zweimal Schauplatz von Fußball-Länderspielen. Am 23. Februar 1983 spielte die Fußballnachwuchs-Nationalmannschaft der DDR im Jahnstadion gegen Griechenland (1:1), und am 4. November 1984 trat dort die Fußballjunioren-Nationalmannschaft der DDR gegen Norwegen an (1:0).